# Flaming Moe
«Flaming Moe» (рус. Пылкий Мо) — одиннадцатый эпизод двадцать второго сезона мультсериала «Симпсоны», премьера которого состоялась 16 января 2011 года.

## Сюжет
Смитерс узнаёт, что мистер Бёрнс не включил его в своё завещание. На это мистер Бёрнс заявляет, что «уважает только людей, добившихся всего самостоятельно». Расстроенный Смитерс пытается расслабиться в гей-баре «The League of Extra-Horny Gentlemen», но не проходит туда фейсконтроль. Ещё более опечаленный Смитерс идёт в «Таверну Мо» напротив. Там на удивление безлюдно, Мо объясняет, что «The League…» отбила у него всех посетителей. Смитерс предлагает Мо тоже переоборудовать свою таверну в клуб для геев.
Вскоре обновление завершено, даже вывеска заменена с «Moe's» на «Mo's». От клиентов-гомосексуалов нет отбоя, они считают хозяина заведения тоже геем, и Мо не отрицает этого, боясь потерять клиентуру. Гомер с друзьями сначала в шоке от таких перемен, но быстро принимают их, и даже Мардж начинает проводить время в «Mo's».
Вскоре геям Спрингфилда в очередной (одиннадцатый) раз запрещают провести свой парад. Им приходит в голову мысль, что в Городском Совете наконец-то должен появиться первый гей, открыто заявляющий о своей ориентации, тогда у них всех появится больше прав и свобод. На эту роль единогласно избирается Мо, который уже настолько втянулся в новую роль, что не отказывается. Смитерс против столь далеко зашедшего обмана, но его никто не слушает.
У мэрии происходит собрание геев Спрингфилда, призывающее голосовать за Мо. Появляется Смитерс, который требует у Мо доказательств, что он гей: поцеловать его в губы. Тот не может этого сделать, обман вскрывается, опечаленные геи расходятся. Оставшись вдвоём со Смиттерсом, Мо-таки целует его, и обоим это приходится весьма по нраву.
Тем временем в школе появляется новая учительница музыки — молодая очаровательная и самобытная Каллиопа Джанипер, в которую немедленно и безоглядно влюбляется директор Скиннер. У Каллиопы есть страшненькая дочка Ме́лоди, и тогда Скиннер заключает сделку с Бартом: за дополнительные каникулы тот начинает встречаться с Мелоди, что позволит Скиннеру начать общаться с её мамой. Очень скоро Мелоди надоедает Барту, и тот бросает её. Из-за этого она уезжает из города с мамой, тут же бросившей работу в школе. Каллиопа зовёт Скиннера с собой, и тот соглашается.
Скиннер возвращается в Спрингфилд три месяца спустя, в обрезанных джинсах и пиджаке на голое тело, с шутовскими бубенчиками на голове и мечтательностью во взоре…

## Критика
- Премьеру эпизода посмотрели 6,38 млн зрителей, он занял второе место в своём временно́м отрезке среди всех телеканалов[3].
- Обозреватель Роуэн Кайзер из The A.V. Club положительно оценил эпизод, сказав, что «эпизод сильный… очень хороший эпизод… шутки на тему гомосексуальной паники аккуратно вывернуты наизнанку, и это было чертовски смешно». Оценка B+[4][5].